# Anatole Cluzan
Pour les articles homonymes, voir Cluzan.
Anatole Cluzan est un homme politique français né le 19 juin 1887 à Pondaurat (Gironde) et décédé le 2 décembre 1936 à Pondaurat.
Avocat à Bordeaux en 1916, il est conseiller municipal de Pondaurat en 1925 et conseiller général du canton d'Auros en 1931. Il est député de la Gironde de 1931 à 1936, siégeant sur les bancs radicaux.

### Sources
- « Anatole Cluzan », dans le Dictionnaire des parlementaires français (1889-1940), sous la direction de Jean Jolly, PUF, 1960 [détail de l’édition]